# Robiquetia brassii
Robiquetia brassii är en orkidéart som beskrevs av Paul Ormerod. Robiquetia brassii ingår i släktet Robiquetia och familjen orkidéer. Inga underarter finns listade i Catalogue of Life.